# موقع العمليات
في لغة الجيش الأمريكي، موقع العمليات (AO) هو منطقة العمليات التي يحددها قائد القوة للقوات البرية والجوية والبحرية للقيام بالأنشطة القتالية وغير القتالية. ولا تتضمن مواقع العمليات في العادة مكان العمليات الكامل لقائد القوة، ولكن ينبغي أن تكون كبيرة بشكل كافٍ يتيح للقادة المرؤوسين إنجاز أهدافهم والوصول إلى غاياتهم ومهماتهم وحماية قواتهم. ويتضمن موقع العمليات بشكل أساسي طريق إمداد رئيسي واحد يستخدم في نقل المركبات والأفراد والمؤن.